# Organo portativo
L''organo portativo (chiamato anche semplicemente portativo o organetto) è un organo a canne di piccole dimensioni, anche se strutturalmente analogo agli strumenti più grandi.
Ebbe la sua massima diffusione nei secoli XIII-XV in Europa, dove veniva impiegato nella musica polifonica per accompagnare, raddoppiare o sostituire parti vocali.

## Descrizione
Come dice il nome, si tratta di uno strumento trasportabile che può essere suonato senza bisogno di un appoggio stabile, a differenza dell'organo positivo: l'iconografia suggerisce che fosse in genere appoggiato al ginocchio sinistro.
Il somiere porta un numero variabile di canne (in genere circa due ottave) disposte su più file; talvolta ha una o due canne più grandi che vengono usate come bordone. Le fonti iconografiche più antiche mostrano spesso tasti con la forma di bottoni; talora non erano presenti tutte le note della scala cromatica. Lo strumento ha in genere una sola canna per nota, quindi sono assenti i registri. Le canne possono essere di stagno, piombo o lega metallica, di legno o anche di cartone.
Diversamente dagli organi più grandi, nei quali la pressione dell'aria è mantenuta costante da un peso (in genere un blocco di pietra) posto sulla tavola del mantice, e chi aziona il mantice ha solo il compito di sollevarlo quando esso sta per svuotarsi, nell'organo portativo il mantice non ha un peso sulla tavola: lo stesso mantice è in genere posto verticalmente, ed è il suonatore che determina con la mano sinistra la pressione dell'aria. Ciò permette piccole variazioni di intensità sonora a fini espressivi (compatibilmente con gli effetti della variazione di pressione sull'intonazione delle canne), come si potrebbero ottenere in uno strumento a fiato.
Diversi compositori furono raffigurati mentre suonavano questo tipo di strumento: ad esempio Francesco Landini (che alcune fonti dell'epoca considerano l'iniziatore della pratica di accompagnare la voce con l'organo) e Guillaume Dufay. Lo strumento è frequentemente rappresentato in sculture e dipinti italiani e fiamminghi dei secoli XIV e XV, quando sono raffigurati gruppi di angeli musicanti. Anche le raffigurazioni allegoriche della Musica (come arte liberale), e quelle di Santa Cecilia come patrona dei musicisti, presentano spesso un organo portativo.

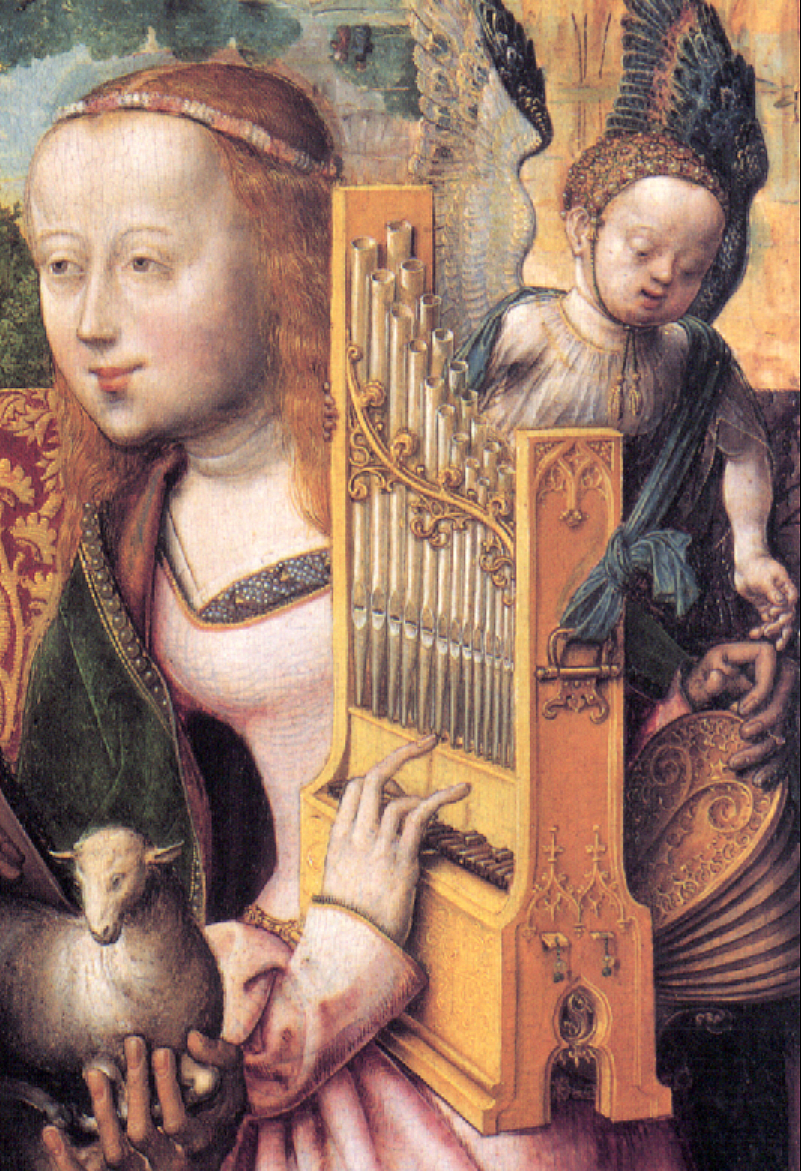
Donna che suona l'organo portativo (Meister des Bartholomäus-Altars, ca. 1490–1495). Il mantice è visibile sulla destra dell'immagine
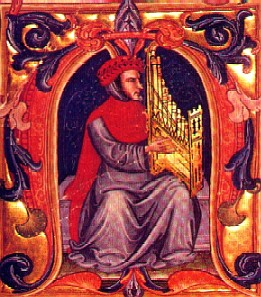
Francesco Landini suona l'organo portativo, miniatura del XV secolo Codice Squarcialupi
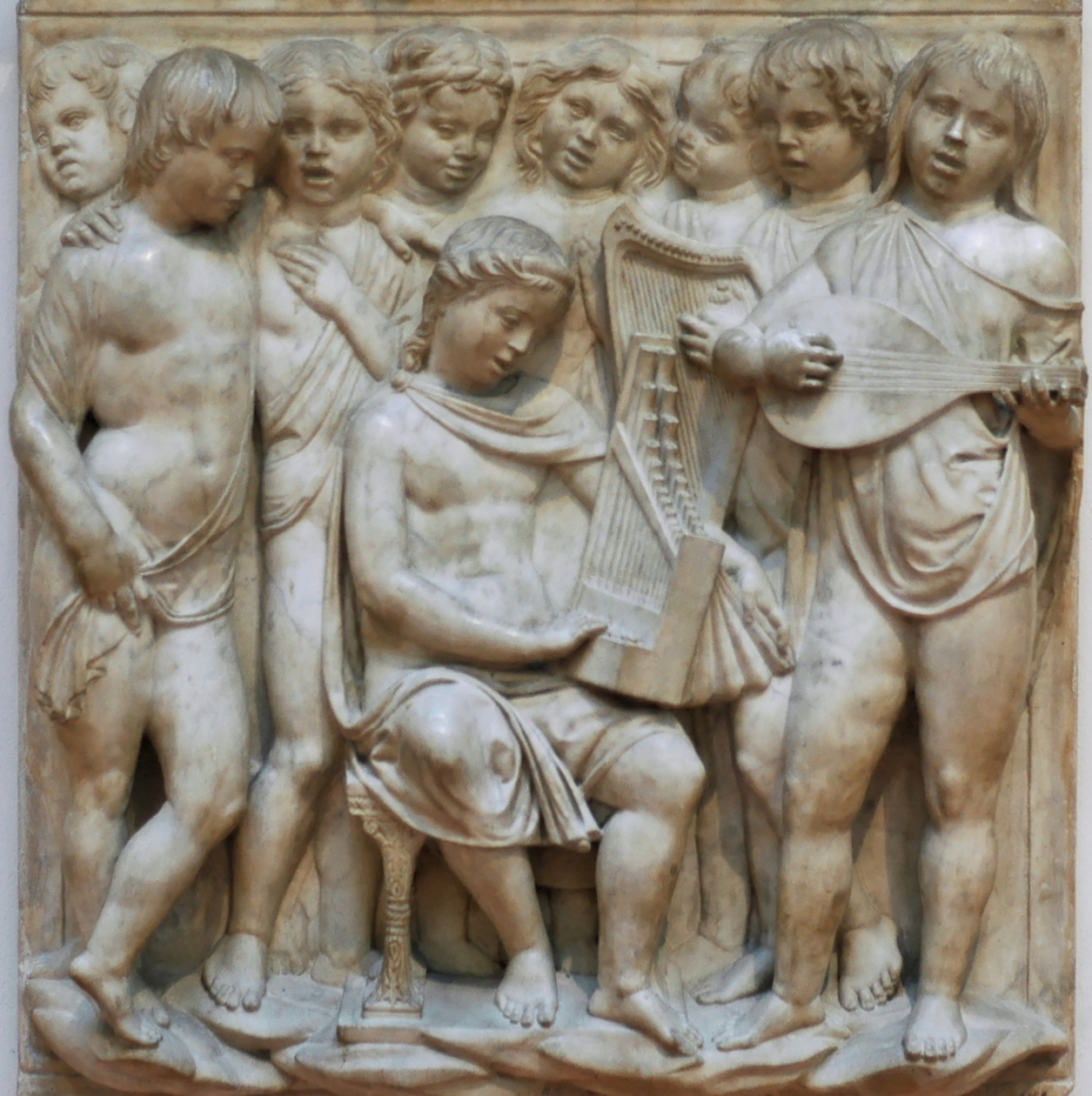
Organo portativo in una scultura di Luca della Robbia, 1438. Museo dell'Opera del Duomo, Firenze